# Illik Péter
Illik Péter (Budapest, 1979. június 23. –) középiskolai kutatótanár, a Magyarságkutató Intézet tudományos munkatársa. Fő kutatási területe a magyar és egyetemes kora újkor, valamint egyes történelmi témák megjelenése a középiskolai tankönyvekben.

## Életút
Édesanyja Horváth Judit, édesapja Illik Márton. Középiskolai tanulmányait a Than Károly Vegyipari Szakközép és Gimnáziumban (1993-1997) végezte. Ezután került a Pázmány Péter Katolikus Egyetem Bölcsészettudományi Karának magyar-történelem szakjára Piliscsabára. Itt a mediaevisztika, lexikográfia, és régi magyar irodalom szakirány tanegységeit vette fel, valamint kora újkori magyar történelem specializációra járt Zimányi Vera és J. Újváry Zsuzsanna tanárnőkhöz, akik elindították és támogatták pályáján. 
Tanulmányai során kétszer nyert köztársasági ösztöndíjat. Doktori stúdiumait a PPKE Történelemtudományi Doktori Iskola Társadalom- és Életmódtörténeti Műhelyében végezte állami ösztöndíjasként 2003 és 2006 között. PhD-doktori címét J. Újváry Zsuzsanna témavezetettjeként 2009 nyarán szerezte meg.
Doktori tanulmányai, majd egyetemi óraadói (PPKE BTK Történettudományi Intézet, KRE BTK Anglisztika Intézet), később kutatói tevékenysége mellett 2003 óta középiskolában tanít történelem tantárgyat angol nyelven. 
Jelenleg (2021) a Magyarságkutató Intézet (MKI) tudományos munkatársa és középiskolai kutatótanár.

## Család
Három gyermek édesapja.

## Munkásság
Középiskolai kutatótanárként az angol nyelvű történelemtanítás módszereivel (CLIL) foglalkozik, valamint angol nyelvű segédanyagokat, tankönyvi jegyzeteket állít össze. Történészként publikál, tudományos munkákat lektorál, és olvasószerkesztőként gondozza az Unicus Műhely Kiadó köteteit. A Magyarságkutató Intézetben végzett szerkesztői, ismeretterjesztő, kutatói munkája és médiaszereplései az intézet hivatalos web és Facebook-oldalán is megtekinthetők. 

## Fő kutatási területei
- Török kártételek a 16-17. században, és azok értékelése[7]
- Történetfilozófia, történetelmélet, a posztmodern-történetírás és hatásai
- Recepciótörténet, a kora újkori traumatikus események (mohácsi csata, spanyol armada pusztulása) hatásai a közgondolkodásra napjainkig
- Értékelési kérdések és történész viták (például: Szapolyai, Bocskai, Bethlen etc.)
- Történelmi problémák, események, személyek, korszakok (például: a mohácsi csata, a spanyol armada pusztulása, a Horthy-korszak etc.) megjelenése és értékelése a középiskolai tankönyvekben
- Az angol nyelvű történelem tanítás módszertani kérdései

## Könyvei
- Illik Péter; Maczák Ibolya (jegyz., mutatók): Debreceni értelmiségiek levelei Dobai Székely Sámuelhez[8] Piliscsaba, Magyarország: PPKE BTK, Mondat Kft. (2007), 130 p. ISBN 9789639206458
- Illik Péter: Török dúlás a Dunántúlon: Török kártételek a nyugat-dunántúli hódoltsági peremvidéken a 17. század első felében[9] Budapest, Magyarország: WZ Könyvek (2010), 225 p. ISBN 9789638787736
- Illik Péter: Történészek, viták a 16-17. századi magyar történelemről[10] Budapest, Magyarország: L'Harmattan Kiadó (2011), 157 p. ISBN 9789632364544
- Illik Péter: Metszetek a török kor mindennapjaiból: Tanulmányok a 17. századi magyar hódoltsági peremvidékről[11] Budapest, Magyarország: L'Harmattan Kiadó (2013), 144 p. ISBN 9789632367071 autopszia OSZK Teljes dokumentum
- Illik Péter: Minden nap háború: a Magyar Királyságbeli török kártételek anatómiája (1627-1642)[12] Budapest, Magyarország: L'Harmattan Kiadó (2013), 176 p. ISBN 9789632366487
- Illik Péter: A Mohács-kód: A csatavesztés a magyar köztudatban[13] Budapest, Magyarország: Unicus Műhely Kiadó (2015), 114 p. ISBN 9786155084188
- Illik Péter: Oszmán pusztítások a kora újkori Magyar Királyságban: Az Urbaria et Conscriptiones összeírásai tükrében[14] Budapest, Magyarország: Unicus Műhely Kiadó (2016), 165 p. ISBN 9786155084362
- Illik Péter: A tanár, a történész és a komplex: Tanulmányok a magyar kora újkorról[15] Budapest, Magyarország: Unicus Műhely Kiadó (2016), 136 p. ISBN 9786155084287
- Illik Péter: A spanyol armada pusztulása (1588): Historiográfia, identitás, recepció[16] Budapest, Magyarország: Unicus Műhely Kiadó (2017), 164 p. ISBN 9786155084454
- Botlik, Richárd; Illik, Péter: A mohácsi csata (1526) másképpen. A nagy temető?[17] Budapest, Magyarország: Unicus Műhely Kiadó (2018), 281 p. ISBN 9786155084522
- Illik, Péter (szerk.): Különvélemény: A mainstream magyar történelem határán[18] Budapest, Magyarország: Unicus Műhely Kiadó (2017), 389 p. ISBN 9786155084409
- Illik, Péter (szerk.): Széljegyzetek Magyarország történetéhez[19] Budapest, Magyarország: Unicus Műhely Kiadó (2016), 261 p. ISBN 9786155084294
- Martin Illik; Illik Péter (szerk.): Magyarország és forradalma[20] Budapest, Magyarország: Unicus Műhely Kiadó (2016) ISBN 9786155084386
- Illik Péter (szerk.): A történelem peremén: adalékok Magyarország történetéhez[21] Budapest, Magyarország: L'Harmattan Kiadó (2012), 316 p. ISBN 9789632366241
- Illik Péter: Európa alkonyi fényben. A „poszt-posztmodern” öreg földrész. 2. kiadás.[22] Budapest, Magyarország: Unicus Műhely Kiadó (2018), 159 p. ISBN 978-615-5084-47-8
- Czuczor Sándor, Illik Péter: Hungary: a Concise History.[23] Budapest, Magyarország: Xantus János Idegenforgalmi Gyakorló Középiskola (2009), 340. p.
- Illik Péter, Vizi László (szerk.): A trianoni békediktátum ratifikációja külföldön.[24] Budapest, Magyarország: Magyarságkutató Intézet (2021), 223. p.[25]
- Illik Péter: A történészcéh alkonya - Az elmaradt paradigmaváltás,[26] Budapest, Magyarország: Unicus Műhely Kiadó (2017) 338p ISBN 9786155084676

## Forrás
1. ↑  Oszkár, Szőts Zoltán: „Törököt fogtam, nem ereszt” – interjú Illik Péterrel (magyar nyelven). Ujkor.hu, 2015. február 23. (Hozzáférés: 2021. május 25.)
2. ↑  ÖNÉLETRAJZ. webcache.googleusercontent.com. [2021. május 25-i dátummal az eredetiből archiválva]. (Hozzáférés: 2021. május 25.)
3. ↑  Köztestületi tagok (magyar nyelven). mta.hu. (Hozzáférés: 2021. május 25.)
4. ↑  Illik Péter védése. doktori.hu. (Hozzáférés: 2021. május 25.)
5. ↑  https://mki.gov.hu/hu
6. ↑  https://www.facebook.com/magyarsagkutato
7. ↑  Intézet, Magyarságkutató: Illik Péter (magyar nyelven). mki.gov.hu. [2021. május 25-i dátummal az eredetiből archiválva]. (Hozzáférés: 2021. május 25.)
8. ↑  Illik, Péter, 1979- compiler: Debreceni értelmiségiek levelei Dobai Székely Sámuelhez. ISBN 978-963-9206-45-8 Hozzáférés: 2021. május 25.
9. ↑   Török dúlás a Dunántúlon: Török kártételek a nyugat-dunántúli hódoltsági peremvidéken a 17. század első felében. Budapest, Magyarország: WZ könyvek [2010. március 19.]. ISBN 9789638787736
10. ↑  Péter Illik: Történészek, viták a 16-17. századi magyar történelemről.  2011.  ISBN 978-963-236-454-4 Hozzáférés: 2021. május 25.
11. ↑  Péter Illik: Metszetek a török kor mindennapjaiból: tanulmányok a 17.századi hódoltsági peremvidékről.  2013.  ISBN 978-963-236-707-1 Hozzáférés: 2021. május 25.
12. ↑  Péter Illik: Minden nap háború: a Magyar Királyságbeli török kártételek anatómiája (1627-1642).  2013.  ISBN 978-963-236-648-7 Hozzáférés: 2021. május 25.
13. ↑  Péter Illik: A Mohács-kód: a csatavesztés a magyar köztudatban.  2015.  ISBN 978-615-5084-18-8 Hozzáférés: 2021. május 25.
14. ↑  Péter Illik: Oszmán pusztítások a kora újkori Magyar Királyságban: az Urbaria et Conscriptiones összeírásai tükrében.  2016.  ISBN 978-615-5084-36-2 Hozzáférés: 2021. május 25.
15. ↑  Illik Péter: A tanár, a történész és a komplex tanulmányok a magyar kora újkorról. A.D. Kft.  2016.  ISBN 978-615-5084-28-7 Hozzáférés: 2021. május 25.
16. ↑  Illik Péter: A spanyol armada pusztulása, 1588 historiográfia, identitás, recepció. Séd Ny.  2017.  ISBN 978-615-5084-45-4 Hozzáférés: 2021. május 25.
17. ↑  Richárd Botlik: A mohácsi csata (1526) másképpen: a nagy temető? Péter Illik.  2018.  ISBN 978-615-5084-52-2 Hozzáférés: 2021. május 25.
18. ↑  Különvélemény: a mainstream magyar történelem hataŕán. Péter Illik.  2017.  ISBN 978-615-5084-40-9 Hozzáférés: 2021. május 25.
19. ↑  szerkesztö: Illik Peter: Szeljegyzetek Magyarorszag törtenetehez.  2016.  ISBN 978-615-5084-29-4 Hozzáférés: 2021. május 25.
20. ↑  Magyar Tudományos Művek Tára. m2.mtmt.hu. (Hozzáférés: 2021. május 25.)
21. ↑  Csepregi Klára [and others]: A történelem peremén: adalékok Magyarország történetéhez (tanulmánykötet).  2012.  ISBN 978-963-236-624-1 Hozzáférés: 2021. május 25.
22. ↑  Illik, Peter: Europa alkonyi fenyben : a "poszt-posztmodern" öreg földresz.  2018.  ISBN 978-615-5084-47-8 Hozzáférés: 2021. július 28.
23. ↑  Czuczor Sándor – Illik Péter – Sándor Czuczor: Hungary: A Concise History: Course-book for secondary school students.  Hozzáférés: 2021. július 28.
24. ↑   A trianoni békediktátum ratifikációja külföldön, A Magyarságkutató Intézet Kiadványai 24. (2021). ISBN 978-615-6117-31-1
25. ↑  Intézet, Magyarságkutató: A trianoni békediktátum ratifikációja külföldön (magyar nyelven). mki.gov.hu. [2021. június 24-i dátummal az eredetiből archiválva]. (Hozzáférés: 2021. július 28.)
26. ↑  Péter Illik: A történészcéh alkonya : az elmaradt paradigmaváltás : tanulmányok. Unicus Műhely.  2019.  ISBN 978-615-5084-67-6 Hozzáférés: 2021. július 29.